# بيتر أوبافكيتش
بيتر أوبافكيتش (بالصربية: Петар Убавкић)‏ Petar Ubavkić (12 أبريل 1852 في بلغراد – 28 يونيو 1910 في بلغراد) كان نحات ورسام صربي. يعرف بأنه النحات الأول لصربيا.
نفذ العديد من النصب التذكارية الوطنية. وكان عضوا في الأكاديمية الصربية للعلوم والفنون.